# Pilten Nunatak
Pilten Nunatak är en nunatak i Antarktis. Den ligger i Östantarktis. Norge gör anspråk på området. Toppen på Pilten Nunatak är 1 511 meter över havet.
Terrängen runt Pilten Nunatak är varierad. Trakten är obefolkad. Det finns inga samhällen i närheten. 